# Mètode de Newmark
El Mètode beta de Newmark és un mètode d'integració numèrica emprat per resoldre equacions diferencials. S'utilitza en anàlisi d'element finits per modelar sistemes dinàmics.
Fent memòria de l'equació del moviment d'un cos en temps continu i en una dimensió,
{\displaystyle x-x(0)={\dot {x}}t+{\begin{matrix}{\frac {1}{2}}\end{matrix}}{\ddot {x}}t^{2}}
Emprant el teorema del valor mitjà, el mètode {\displaystyle \beta } de Newmark diu que la primera derivada temporal (la velocitat a l' equació del moviment) es pot calcular de la següent manera,
{\displaystyle {\dot {x}}_{n+1}={\dot {x}}_{n}+{\Delta }t~{\ddot {x}}_{\gamma }\,}
on {\displaystyle n} i {\displaystyle n+1} són dos instants de temps consecutius i {\displaystyle \gamma } és la proporció entre ambdós instants de temps a la qual el valor de l'acceleració satisfà el teorema del valor mitjà. Aquest valor de l'acceleració es pot estimar com
{\displaystyle {\ddot {x}}_{\gamma }=(1-\gamma ){\ddot {x}}_{n}+\gamma {\ddot {x}}_{n+1}~~~~0\leq \gamma \leq 1}
per tant
{\displaystyle {\dot {x}}_{n+1}={\dot {x}}_{n}+(1-\gamma ){\Delta }t~{\ddot {x}}_{n}+\gamma {\Delta }t~{\ddot {x}}_{n+1}+error_{\gamma ,n}}
Tanmateix, com que l'acceleració varia en el temps, per tal de no perdre precisió en l'aproximació numèrica i obtenir el desplaçament correcte, cal calcular també la posició emprant el teorema del valor mitja ha d'ésser estès també a la segona derivada temporal (és a dir, les acceleracions):
{\displaystyle {x}_{n+1}=x_{n}+{\Delta }t~{\dot {x}}_{n}+{\begin{matrix}{\frac {1}{2}}\end{matrix}}{\Delta }t^{2}~{\ddot {x}}_{\beta }}
i l'acceleració es pot estimar com
{\displaystyle {\ddot {x}}_{\beta }=(1-2\beta ){\ddot {x}}_{n}+2\beta {\ddot {x}}_{n+1}~~~~0\leq \beta \leq 1}
per tant
{\displaystyle {x}_{n+1}=x_{n}+{\Delta }t~{\dot {x}}_{n}+({\begin{matrix}{\frac {1}{2}}\end{matrix}}-\beta ){\Delta }t^{2}{\ddot {x}}_{n}+\beta {\Delta }t^{2}{\ddot {x}}_{n+1}+error_{\beta ,n}}
Aquest mètode rep el nom de Nathan M. Newmark, que el va introduir 1959.

## Aplicació
Les regles d'actualització de l'algorisme per a uns valors de {\displaystyle \beta } i {\displaystyle \gamma } donats queda
{\displaystyle {\dot {x}}_{n+1}={\dot {x}}_{n}+(1-\gamma ){\Delta }t~{\ddot {x}}_{n}+\gamma {\Delta }t~{\ddot {x}}_{n+1}}
{\displaystyle {x}_{n+1}=x_{n}+{\Delta }t~{\dot {x}}_{n}+({\begin{matrix}{\frac {1}{2}}\end{matrix}}-\beta ){\Delta }t^{2}{\ddot {x}}_{n}+\beta {\Delta }t^{2}{\ddot {x}}_{n+1}}

Les característiques de l'algorisme depenen dels dos paràmetres {\displaystyle \beta } i {\displaystyle \gamma }, en particular l'estabilitat i el seu caràcter implícit o explícit. Newmark va mostrar que el valor raonable de {\displaystyle \gamma } és 0.5, i normalment, encara que no sempre, s'utilitza aquest valor. Valors diferents de β entre 0 i 1 poden donar un ampli ventall de resultats. Normalment es pren β = 1/4, que resulta en el mètode d'acceleració mitjana constant.
| Domini                                                                | Estabilitat               |
| --------------------------------------------------------------------- | ------------------------- |
| {\displaystyle \gamma \leq 1/2}                                       | inestable                 |
| {\displaystyle 1/2\leq \gamma } i {\displaystyle 2\beta \leq \gamma } | condicionalment estable   |
| {\displaystyle 1/2\leq \gamma } i {\displaystyle \gamma \leq 2\beta } | incondicionalment estable |

El mètode ha estat aplicat a casos particulars emprant valors adequats de {\displaystyle \beta } i també {\displaystyle \gamma }:
| Nom del mètode        | {\displaystyle \gamma } | {\displaystyle \beta } | Propietats                                               |
| --------------------- | ----------------------- | ---------------------- | -------------------------------------------------------- |
| Explícit pur          | 0                       | 0                      | explícit. Límit d'estabilitat {\displaystyle \omega h=0} |
| Diferències centrades | {\displaystyle 1/2}     | 0                      | explícit i condicionalment estable                       |
| Fox Goodwin           | {\displaystyle 1/2}     | {\displaystyle 1/12}   | condicionalment estable                                  |
| Acceleració lineal    | {\displaystyle 1/2}     | {\displaystyle 1/6}    | condicionalment estable                                  |
| Acceleració mitjana   | {\displaystyle 1/2}     | {\displaystyle 1/4}    | incondicionalment estable                                |

## Aplicació a l'equació dinàmica
El mètode s'aplica a la simulació de sistemes mecànics que respon al sistema d'equacions diferencials
que, per a un pas de temps {\displaystyle \ h} donat, es pot expressar com
on
Cal doncs recalcular les forces per cada coordenada (o grau de llibertat) i velocitat segons l'algoritme següent emprant els paràmetres {\displaystyle \gamma ={1 \over 2}} i {\displaystyle \beta ={1 \over 6}}
```
INICI
```

```
 
 
 
 
 
 

  

    

      

        

          
x

          

            
t

            
−

            
h

          

        

        
=

        

          
x

          

            
t

          

        

        
;

        

          

            

              

                
x

                
˙

              

            

          

          

            
t

            
−

            
h

          

        

        
=

        

          

            

              

                
x

                
˙

              

            

          

          

            
t

          

        

        
;

        

          

            

              

                
x

                
¨

              

            

          

          

            
t

            
−

            
h

          

        

        
=

        

          

            

              

                
x

                
¨

              

            

          

          

            
t

          

        

      

    

    
{\displaystyle x_{t-h}=x_{t};{\dot {x}}_{t-h}={\dot {x}}_{t};{\ddot {x}}_{t-h}={\ddot {x}}_{t}}

  

; {Els valors del pas anterior es converteixen en els valors antics}
```

```
 
 
 
 
 
 

  

    

      

        

          

            

              

                
x

                
¨

              

            

          

          

            
t

          

        

        
=

        
0

      

    

    
{\displaystyle {\ddot {x}}_{t}=0}

  

; {Predicció de les noves acceleracions en funció dels valors antics}
```

```
 
 
 
 
 
 

  

    

      

        

          

            

              

                
x

                
˙

              

            

          

          

            
t

          

        

        
=

        

          

            

              

                
x

                
˙

              

            

          

          

            
t

            
−

            
h

          

        

        
+

        

          

            
1

            
2

          

        

        
h

        
(

        

          

            

              

                
x

                
¨

              

            

          

          

            
t

            
−

            
h

          

        

        
)

      

    

    
{\displaystyle {\dot {x}}_{t}={\dot {x}}_{t-h}+{1 \over 2}h({\ddot {x}}_{t-h})}

  

; {Predicció de les noves velocitats en funció de les noves acceleracions}
```

```
 
 
 
 
 
 

  

    

      

        

          
x

          

            
t

          

        

        
=

        

          
x

          

            
t

            
−

            
h

          

        

        
+

        
h

        

          

            

              

                
x

                
˙

              

            

          

          

            
t

            
−

            
h

          

        

        
+

        

          

            
1

            
2

          

        

        

          
h

          

            
2

          

        

        

          

            

              

                
x

                
¨

              

            

          

          

            
t

            
−

            
h

          

        

      

    

    
{\displaystyle x_{t}=x_{t-h}+h{\dot {x}}_{t-h}+{1 \over 2}h^{2}{\ddot {x}}_{t-h}}

  

; {Predicció de les noves posicions en funció de les noves acceleracions}
```

```
 
 
 
 
 
 
REPETIR
```

```
 
 
 
 
 
 
 
 
 
 
 
 

  

    

      

        

          
x

          

            
a

          

        

        
=

        

          
x

          

            
t

          

        

        
;

        

          

            

              

                
x

                
˙

              

            

          

          

            
a

          

        

        
=

        

          

            

              

                
x

                
˙

              

            

          

          

            
t

          

        

      

    

    
{\displaystyle x_{a}=x_{t};{\dot {x}}_{a}={\dot {x}}_{t}}

  

; {Els valors nous esdevenen valors antics}
```

```
 
 
 
 
 
 
 
 
 
 
 
 

  

    

      

        

          

            

              

                
x

                
¨

              

            

          

          

            
t

          

        

        
=

        

          

            
1

            
M

          

        

        
f

        
(

        

          
x

          

            
a

          

        

        
,

        

          

            

              

                
x

                
˙

              

            

          

          

            
a

          

        

        
,

        
t

        
)

      

    

    
{\displaystyle {\ddot {x}}_{t}={1 \over M}f(x_{a},{\dot {x}}_{a},t)}

  

; {Càlcul de les noves acceleracions en funció dels valors antics}
```

```
 
 
 
 
 
 
 
 
 
 
 
 

  

    

      

        

          

            

              

                
x

                
˙

              

            

          

          

            
t

          

        

        
=

        

          

            

              

                
x

                
˙

              

            

          

          

            
t

            
−

            
h

          

        

        
+

        

          

            
1

            
2

          

        

        
(

        

          

            

              

                
x

                
¨

              

            

          

          

            
t

            
−

            
h

          

        

        
+

        
h

        

          

            

              

                
x

                
¨

              

            

          

          

            
t

          

        

        
)

      

    

    
{\displaystyle {\dot {x}}_{t}={\dot {x}}_{t-h}+{1 \over 2}({\ddot {x}}_{t-h}+h{\ddot {x}}_{t})}

  

; {Càlcul de les noves velocitats en funció de les noves acceleracions}
```

```
 
 
 
 
 
 
 
 
 
 
 
 

  

    

      

        

          
x

          

            
t

          

        

        
=

        

          
x

          

            
t

            
−

            
h

          

        

        
+

        

          

            

              

                
x

                
˙

              

            

          

          

            
t

            
−

            
h

          

        

        
h

        
+

        

          

            
1

            
3

          

        

        

          
(

          

            

              

                

                  

                    
x

                    
¨

                  

                

              

              

                
t

                
−

                
h

              

            

            
+

            

              

                

                  

                    

                      

                        
x

                        
¨

                      

                    

                  

                  

                    
t

                  

                

                
2

              

            

          

          
)

        

        

          
h

          

            
2

          

        

      

    

    
{\displaystyle x_{t}=x_{t-h}+{\dot {x}}_{t-h}h+{1 \over 3}\left({\ddot {x}}_{t-h}+{{\ddot {x}}_{t} \over 2}\right)h^{2}}

  

; {Càlcul de les noves posicions en funció de les noves acceleracions}
```

```
 
 
 
 
 
 
FINS QUE
 

  

    

      

        

          
|

        

        
R

        
e

        
s

        
i

        
d

        
u

        

          
|

        

        
<

        
ε

      

    

    
{\displaystyle |Residu|<\varepsilon }

  

 {La nova aproximació és prou igual a l'antiga}
```

```
FINAL
```

El mètode de Newmark és una eina pràctica aplicable a problemes no lineals que poden arribar a ésser extremadament complexes. Convergeix raonablement quan el pas de temps és prou petit respecte les freqüències del sistema modelat. Tanmateix, a diferència del seu ús en problemes lineals, no es pot assegurar pas la seva convergència incondicional.